# Neuilly-le-Réal
Neuilly-le-Réal è un comune francese di 1 407 abitanti situato nel dipartimento dell'Allier della regione dell'Alvernia-Rodano-Alpi.

## Società

### Evoluzione demografica
Abitanti censiti